# Фролово
Фролово (рус. Фролово) град је у Русији у Волгоградској области.

## Становништво
| 1939.  | 1959.  | 1970.  | 1979.  | 1989.  | 2002.  | 2010.  |
| ------ | ------ | ------ | ------ | ------ | ------ | ------ |
| 17.407 | 26.438 | 33.398 | 39.525 | 41.680 | 41.132 | 39.449 |